# Bumbești-Jiu
Bumbești-Jiu è una città della Romania di 10630 abitanti, ubicata nel distretto di Gorj, nella regione storica dell'Oltenia.
Fanno parte dell'area amministrativa anche le località di Curtișoara, Lăzărești, Pleșa e Tetila.